# Gene Callahan
Gene Callahan (1959) es un economista, columnista, académico y escritor estadounidense.

## Trayectoria
Exponente de la Escuela austríaca y ex-exponente del anarcocapitalismo. Originario de Connecticut, Callahan tiene una maestría de la London School of Economics y vive actualmente en Brooklyn, Nueva York. Además es doctor en Filosofía por la Universidad de Cardiff.
Es académico adjunto del Instituto para la Economía Austriaca Ludwig von Mises, y miembro de la Michael Oakeshott Association. Autor de dos libros, Economía para gente real y PUCK. Callahan además ha escrito para revistas políticas y académicas como The Review of Austrian Economics, Journal of Libertarian Studies, The American Conservative, Quarterly Journal of Austrian Economics, Reason, Dr. Dobb's Journal, The Independent Review, National Review, The Freeman de la Fundación para la Educación Económica, The Free Market, Slick Times, Java Developer's Journal, Software Development, Human Rights Review, New York University Journal of Law & Liberty, entre otras. Es editor y columnista frecuente de LewRockwell.com  del Centro de Estudios Libertarios, donde ha escrito más de 120 artículos. También es profesor de Economía de la Universidad de Nueva York.
Su obra Economics for Real People: An Introduction to the Austrian School trata diversos temas de economía y comercio como el valor, ahorro, preferencia temporal, capital, la economía de Robinson Crusoe, inflación, deflación, el proceso de mercado, ventaja comparativa, entre otros. Así como también la importancia del dinero, el cálculo económico y la toma de decisiones. Parte de sus trabajos investigativos se encuentran publicados en bases de datos académicas y repositorios institucionales como Social Science Research Network (SSRN), PhilPapers,  Research Papers in Economics (RePEc) y EconBiz de la Biblioteca Nacional Alemana de Economía.

## Obras
- 2022: Critics of Enlightenment Rationalism Revisited (Palgrave Studies in Classical Liberalism). ISBN 9783031052255.
- 2020: Critics of Enlightenment Rationalism. ISBN 9783030425982.
- 2019: A Song of the Past. ISBN 9781699279960.
- 2018: Tradition v. Rationalism: Voegelin, Oakeshott, Hayek, and Others (Political Theory for Today). ASIN B07CV3N77R.
- 2017: The Idea of Science. ASIN B072JCD7JW.
- 2012: Oakeshott on Rome and America. ISBN 9781845404383.
- 2006: Puck. ISBN 9780595376995.
- 2004: Economics for Real People: An Introduction to the Austrian School. ISBN 978-1479220809.
- 1997: Black Belt Web Programming Methods: Servers, Security, Databases, and Sites. ISBN 978-0879304973.